# グラート (芸能事務所)
株式会社グラートは、日本の芸能事務所。主として俳優、ナレーター、声優のマネジメントとCMナレーションキャスティングを行っている。

## 所属者
- 小林顕作
- 小梶直人

### 声の預かり

#### 男性
- 岩本達郎（所属：扉座）
- 上原健太（所属：扉座）
- 岡森諦（所属：融合事務所）
- 鈴木利典（所属：扉座）
- 中村たかし(所属：宇宙レコード）
- 西村たけお(所属：宇宙レコード）
- 橋本達也（所属：THE 黒帯）

#### 女性
- 田島幸（所属：扉座）
- 中原三千代（所属：扉座）
- 武藤晃子